# الاگوا گرند
الاگوا گرند (به پرتغالی: Alagoa Grande) یک سکونتگاه مسکونی در برزیل است که در پارائیبا واقع شده‌است.